# Cerro Huila Apacheta
Cerro Huila Apacheta är ett berg i Bolivia.   Det ligger i departementet Cochabamba, i den centrala delen av landet, 230 km nordväst om huvudstaden Sucre. Toppen på Cerro Huila Apacheta är 4 576 meter över havet, eller 13 meter över den omgivande terrängen. Bredden vid basen är 0,20 km.
Terrängen runt Cerro Huila Apacheta är huvudsakligen kuperad, men åt nordost är den bergig. Runt Cerro Huila Apacheta är det ganska glesbefolkat, med 29 invånare per kvadratkilometer.. 
Omgivningarna runt Cerro Huila Apacheta är i huvudsak ett öppet busklandskap.